# Väggen
Väggen (tyska: Die Wand) är en roman av den österrikiska författaren Marlen Haushofer, utgiven 1963.

## Handling
Boken handlar om en namnlös kvinna på besök hos vänner i de österrikiska Alperna. Hon lämnas ensam i vännernas jaktstuga medan dessa går ner till byn och upptäcker nästa morgon att det mellan dalgången och resten av världen uppstått en hög, genomskinlig vägg. På andra sidan väggen ser hon inget människo- eller djurliv; de enda människor hon ser har stelnat mitt i en rörelse.
Huvudpersonen nödgas överleva innanför väggen med endast en hund, en katt och en ko som sällskap. Under två år skriver hon ner sina iakttagelser på baksidan av almanacksblad hon funnit i vännernas stuga. Efter hand tar emellertid papperet slut och läsaren lämnas därför i ovisshet om fortsättningen.

## Svenska utgåvor
Väggen gavs för första gången ut på svenska 1988 av förlaget Alba, i översättning av Per Erik Wahlund. År 2014 gav bokförlaget Thorén & Lindskog ut Väggen i nyöversättning av Rebecca Lindskog, med ett efterord av Rebecca Kjellgren. I efterordet återfinns även den sista text Haushofer skrev före sin död, ett slags litterärt testamente. Den korta texten avslutas: "Oroa dig inte – allt är förgäves, som för alla människor före dig. En helt vanlig historia."

## Filmatisering
Romanen filmatiserades år 2012 av Julian Pölsler (manus och regi) med Martina Gedeck i huvudrollen.